# Der Sturm des Jahrhunderts
Der Sturm des Jahrhunderts (Originaltitel: Storm of the Century) ist eine Horror-TV-Miniserie von 1999 in drei Teilen nach dem Drehbuch von Stephen King. King hat diese Geschichte exklusiv für einen TV-Film für ABC geschrieben, so dass nur das Drehbuch und kein Roman veröffentlicht wurde. Die Story wurde dann ohne größere Kürzung in eine TV-Miniserie verwandelt. Die Regie übernahm Craig R. Baxley.

## Handlung
Auf die Inselstadt Little Tall Island, deren Bewohner eine intakte Gemeinschaft zu bilden scheinen, zieht ein Jahrhundertsturm zu. Ausgerechnet zu dieser Zeit erschlägt ein eigenartiger Fremder namens André Linoge scheinbar völlig grundlos eine alte Dame. Mike Anderson, der einzige Polizist, nimmt André Linoge ohne jeglichen Widerstand fest und sperrt ihn in eine Zelle ein. Von hier aus terrorisiert er die Bewohner, indem er einige durch Gedankenkontrolle zu Mord und Selbstmord zwingt und ihre dunkelsten Geheimnisse jedermann offenbart. Der „ordentlichste Mensch“ mit der „geringsten Sünde“ ist Mike Anderson, da er lediglich für ein Stipendium in einer Prüfung schummelte. Durch seine magischen Kräfte und mit Hilfe seines Zauberstabs bricht Linoge problemlos aus der Gefängniszelle aus und terrorisiert die Inselbewohner weiter. Sie erkennen nun, dass es sich um einen Menschen mit übernatürlichen Kräften handelt. Später fordert er alle Dorfbewohner auf, sich im Rathaus zu versammeln, um ihnen zu erklären, warum er in der Inselstadt ist.
Dabei fordert Linoge immer wieder: „Gebt mir, was ich will, und ich werde geh’n!“ 
Bei dieser Versammlung stellt sich heraus, dass Linoge ein Jahrtausende alter von Dämonen besessener Zauberer ist. Ein vergleichbarer Fall wird auch in der Bibel erwähnt (Der besessene Gerasener, Lukas 8:26–39). Seine Forderung: Da er sterblich ist, will er einen Nachfolger heranziehen. Dafür fordert er eines der Kinder der Inselbewohner. Mittels Gedankenkontrolle nimmt er die Kinder der Dorfbewohner als Geisel und droht mit deren Tötung, falls ihm seine Forderung verwehrt wird. Zusätzlich droht er auch, die Inselbewohner zu töten, sollten sie nicht nachgeben. Die Dorfbewohner, mit Ausnahme Andersons, geben letztlich der Erpressung nach. Schließlich wird ausgerechnet Mike Andersons Sohn Ralph durch eine für diesen Zweck organisierte Auslosung ausgewählt. Linoge nimmt diesen und beide verschwinden. Aus Trauer und Enttäuschung trennt sich Anderson von seiner Frau, die sich den Dorfbewohnern angeschlossen hatte, verlässt alleine Little Tall Island und zieht nach San Francisco, während die Dorfbewohner im Laufe der Jahre von den Ereignissen verfolgt werden, was unter anderem auch zu ein paar Todesfällen führt.
Jahre später sieht er in San Francisco seinen Sohn auf der Straße, zusammen mit Linoge. Als er ihn anzusprechen versucht, muss er feststellen, dass Ralph inzwischen selbst ein dämonischer Mensch geworden ist. Es wird deutlich, dass Linoge ihn komplett in seinen Bann gezogen hat. Dieses Ereignis stärkt Anderson noch mehr in seinem Entschluss, Little Tall Island nie mehr wiedersehen zu wollen. Sie verwandelt sich so in seinen Augen in eine immer entferntere Erinnerung.

## Trivia
- In einem Interview mit John Connolly nannte Stephen King diesen Film seine persönliche Lieblings-Verfilmung eines seiner Werke.
- Im Film wird wiederholt auf andere Werke Kings angespielt, vor allem auf den Roman Dolores, der auch auf der Insel Little Tall Island spielt.
- Es wird im Film auf die Kolonisten auf Roanoke Island Bezug genommen, die 1587 spurlos verschwunden sind.
- In der Szene, als André Linoge im Haus der alten Dame vor dem Fernseher sitzt, ist in diesem Stephen King zu sehen.

## Kritiken
„Apokalypse in epischer Breite.“

„Angeblich basierend auf einer wahren Geschichte, zählt dieser Mehrteiler zu den besseren King-Verfilmungen fürs Fernsehen. Das Drehbuch stammt vom Meisters des Horrors selbst, und King ist auch in einem für ihn typischen Cameo zu sehen.“

## Auszeichnungen
- 1999 gewann die Serie einen Emmy für den besten Tonschnitt.
- 2000 gewann die Serie einen Saturn Award.